# 凯琳·李-加特纳
凯琳·李-加特纳（英語：Kerrin Lee-Gartner，1966年9月21日—），加拿大女子高山滑雪运动员。她曾代表加拿大参加1988年、1992年和1994年冬季奥林匹克运动会高山滑雪比赛，获得一枚金牌。